# ソドムの林檎〜ロトを殺した娘たち
『ソドムの林檎〜ロトを殺した娘たち』（ソドムのりんご ロトをころしたむすめたち）は、2013年3月23日から4月13日までWOWOWの「連続ドラマW」枠で放送された日本のテレビドラマ。全4回。
2009年に1億円以上の結婚詐欺を働き、4人の男性を殺したとして逮捕され、2017年4月に死刑が確定した木嶋佳苗による首都圏連続不審死事件から着想を得たフィクション作品。本作では、主演の寺島しのぶ演じるあえて顔を醜く整形し、結婚詐欺と複数の男性を殺害した容疑で逮捕された被告人女性と、木村文乃演じる美しい顔に整形した女性雑誌編集者の公私に及ぶ対立を軸に物語が展開する。
監督は廣木隆一、脚本は荒井晴彦らが務め、二人は主演の寺島と2003年公開の映画『ヴァイブレータ』以来のタッグを組むこととなった。

## あらすじ
小さな離島で敬虔なクリスチャンの母に育てられ美しく成長した宮村恵（石橋杏奈）は、ある日避妊具を持っていたことを母に咎められ、父を迎えに行く車中で激しい口論となり、運転していた母が事故を起こしてしまう。この事故で、母は左足を失い、恵の顔には醜い傷痕が残った。
10数年後、恵(寺島しのぶ)は東京の高級マンションで暮らし、有名シェフの料理教室に通いながら、婚活サイトに登録し、知り合った男性たちと関係を持ちながら金銭的な援助を受けていた。有名な小説家を父に持つ美人編集者の設楽万里(木村文乃)は、卒業後初めて高校の同窓会へ出席するが、誰も彼女を分からず、早々に帰ってしまう。実は、万里は顔を整形していたのだった。ある日、付き合って半年になる恋人の三輪から体の関係を求められ、プロポーズをされる。しかし、理由を尋ねられた彼が「(顔が)キレイだし……」と言ったことで、コンプレックスの塊の万里の心は波が引くように冷えていき、別れてしまう。
半年後、共通の友人から三輪が練炭自殺をしたことを聞かされる。焼香に訪れた万里は、三輪の母親から「あなたのせいよ、恵さん」と激しく罵られる。人違いされていることに気付いた万里は三輪の部屋を見せてもらい、彼が婚活サイトで宮村恵という女性と婚約していたこと、金を貸していたことを突き止める。父の名を借りて婚活サイトに登録した万里は、男の振りをして恵に接触を図る。自宅での食事に誘われ、彼女のマンションを訪れた万里だったが、会う直前に恵は警察に連行されてしまう。
大して美人でもない恵が、三輪を含めて4人もの男性をたぶらかしていた事実は世間に衝撃を与えた。恵に興味を持った万里は、裁判を傍聴する。恵が本当に4人を殺したのならば、神を信じていたはずの恵は、なぜ神の教えに悖る行為をしてしまったのか。恵が生まれ育った十文字島を訪れた万里は、恵の別の疑惑に気が付く。

## キャスト
宮村恵
演 - 寺島しのぶ（少女期：石橋杏奈、幼少期：飯島緋梨）
本作の主人公。36歳、無職。結婚詐欺と殺人の容疑で逮捕される。元は美人だったが、ある出来事を機に、顔を醜く整形した。隠れキリシタンの多かった十文字島出身。
設楽万里
演 - 木村文乃（少女期：小檜山知香）
本作のもう1人の主人公。文藝雑誌編集記者。恵とは反対に、醜い顔への劣等感から、美しく整形している。家族（特に母親）との確執を持つ。
北野健吾
演 - 溝端淳平
スポーツ誌記者。万里と共に、恵の取材をする。
設楽雅美
演 - 真野響子
万里の母親。
設楽幸太郎
演 - 奥田瑛二
万里の父親。著名な小説家。妻子とは別居している。
宮村信輝
演 - 吹越満
恵の父親。東京出身の医者。
宮村尚子
演 - 濱田マリ
恵の母親。敬虔なカトリック信者。
芦沢和久子
演 - 洞口依子
万里の上司で、雑誌編集長。
高橋春奈
演 - 菜葉菜
万里の友人。万里に義雄を紹介した。
三輪義雄
演 - 忍成修吾
万里の元恋人で、ゲーム開発者。恵と交際中に練炭自殺する。
三輪元
演 - 田山涼成
義雄の父親。
三輪小百合
演 - 内田春菊
義雄の母親。
堀田利道
演 - 温水洋一
判子屋の店主。恵に殺された被害者の1人。
野口順平
演 - 徳井優
人形作家。恵と交際中に練炭自殺する。
野口の母
演 - 宮内順子
法廷で「人形の顔を汚す練炭を息子が使う筈がない」と証言する。
飯塚正隆
演 - 綾田俊樹
アンティークショップ経営者。恵と交際中に病気で突然死する。
石橋豊
演 - 村松利史
ペットショップ経営者。かつて恵と交際していた。
弁護人
演 - 中村靖日
恵の弁護人。
検察官
演 - 渡辺真起子
恵の裁判を担当する検事。
裁判長
演 - 宮崎吐夢
恵の裁判を担当する判事。
下村敏八
演 - 大西信満（少年期：野村周平）
恵の幼馴染。十文字島で民宿を営んでいる。
下村智子
演 - 河井青葉
敏八の妻。
佐伯慎二
演 - 村上淳
教会の神父。十文字島の教会で、高校生の恵と顔見知りだった。後に東京の教会で整形後の恵と再会する。
風俗嬢
演 - 安藤玉恵
恵が風俗で働いていた時の同僚。
修道女
演 - 蜷川みほ
十文字島の教会の修道女。
松本
演 - 永井努
松本の妻
演 - 春日井静奈

## スタッフ
- 監督 - 廣木隆一
- 脚本 - 荒井晴彦、荒井美早
- 音楽 - 世武裕子
- プロデュース - 喜多麗子
- 主題歌 - 浜田真理子「街の灯り」
- 人形作家 - ホリヒロシ

## サブタイトル
1. 聖少女
2. 背教者
3. 殉教の島
4. ロトを殺した二人の娘